# Bactris grayumii
Bactris grayumii är en enhjärtbladig växtart som beskrevs av De Nevers och Andrew James Henderson. Bactris grayumii ingår i släktet Bactris och familjen Arecaceae. Inga underarter finns listade i Catalogue of Life.